# Cáletes
Los cáletes o cáletos (en latín, Caletes, Caletos) era una tribu gala que vivía al norte del Sécuana, en lo que actualmente es Normandía. Harfleur (Caracotinum) era su puerto principal. Estaban incluidos dentro de la Galia Belga.
En el año 57 a. C. Julio César dice que tenían diez mil guerreros. En 52 a. C. se unieron con Vercingétorix e intentaron socorrer a Alesia, pero fueron rechazados. Al año siguiente se unieron a los belóvacos en su intento de resistir a César.
Estrabón los ubica al norte del Sena, en la boca del río, y dice que era frecuente pasar por su territorio para ir a Britanica. Su capital era Juliobona (hoy Lillebonne). El territorio es probablemente el actual país de Caux y este nombre comarcal sería una derivación de cáletes. Sus vecinos eran los veliocasos o velocasos también mencionados por César.